# Charles Jacquinot
Charles Hector Jacquinot (* 4. März 1796 in Nevers, Frankreich; † 17. November 1879 in Toulon, Frankreich) war ein französischer Marineoffizier und Forschungsreisender.

## Biographie
Jacquinot wurde als Sohn von Étienne und Jeanne Florimonde Leblanc in Nevers geboren. Honoré Jacquinot (1815-1887) war sein jüngerer Halbbruder. Jacquinot trat im Februar 1812 in die Marineakademie in Toulon ein. Als Offiziersanwärter schiffte er sich am 10. Februar 1815 in Toulon auf der Médée ein und war dann auf der Levante Station auf der Fauna eingesetzt. 1816 absolvierte er die Abschlussklasse der Akademie und nahm dann im März 1818 an einer hydrographischen Mission auf der Chevrette in der Levante teil. Auf der Chevrette traf er bereits mit Jules Dumont d’Urville (zu dieser Zeit Fähnrich) sowie mit Victor Lottin und Auguste Bérard zusammen, denen er auf seinen späteren Forschungsreisen erneut begegnen sollte. Am 15. Mai 1820 wurde er zum Fähnrich befördert.
Am 15. Mai 1820 wurde er zum Fähnrich zur See (französisch: Enseigne de vaisseau) befördert und war an Bord der Lionne an einem Feldzug im östlichen Mittelmeer beteiligt, der bis 1822 andauerte.
Von 1822 bis April 1825 nahm er auf der von Louis-Isidore Duperrey kommandierten La Coquille an einer wissenschaftlichen Weltumsegelung teil. Jules Dumont d’Urville war ebenfalls Teilnehmer dieser Expedition. Am 22. Mai 1825 wurde er in den Rang eines Leutnants (französisch: Lieutenant de vaisseau) befördert.
Seine zweite Weltumsegelung unternahm er von 1826 bis 1829 mit Jules Dumont d’Urville als Kommandeur. Auf dieser Expedition, die im südpazifischen Raum unter anderem auch der Suche nach Spuren des 1788 verschollenen Entdeckers Jean-François de La Pérouse diente, war Jacquinot unter anderem für die Rekrutierung der Mannschaft zuständig. Im Anschluss an diese Expedition wurde er in die französische Ehrenlegion aufgenommen.
Von 1829 bis 1830 war er im Dépôt des cartes et plans eingesetzt. 1830 nahm er an der Eroberung von Algier von den Barbaresken-Korsaren teil, als er die Fleute Dordogne kommandierte.
Am 14. Februar 1832 heiratete er in Toulon Clara Fortunée Roze, Schwester von Pierre-Gustave Roze, Jahrgang 1826 der Marineakademie. Die Mutter seiner Frau war die Tante von Charles Thanaron seinem zukünftigen Stellvertreter auf der Korvette La Zélée.
Im August 1832 war Jacquinot Kommandeur einer Artillerieabteilung in Toulon, dann im Dezember Kommandant der Meuse in der Levante, bevor er am 22. Januar 1836 zum Fregattenkapitän (französisch: Devenir capitaine de frégate) befördert wurde.
In der Folge wurde Jacquinot zum Kapitän (französisch: Lieutenant de vaisseau) ernannt und nahm als Stellvertreter von Jules Dumont d’Urville an dessen wissenschaftlicher Weltumrundung nahe der Antarktis teil. Für Jaquinot war dies bereits die dritte Weltumsegelung. Er rekrutierte wiederum Seeleute und befehligte dann die La Zélée, eines der beiden Schiffe der Expedition, mit der er Toulon im September 1837 verließ und 1840 zurückkehrte. Nach dem Tod von Jules Dumont d’Urville im Jahr 1842 überwachte er die Veröffentlichung der wissenschaftlichen Schriften zur Expedition. Sein Halbbruder Honoré Jacquinot und Charles Thanaron waren ebenfalls Teilnehmer dieser Reise.
Anschließend wurde Jacquinot zum Vizeadmiral ernannt und war von 1854 bis 1855 Kommandant des Hafens von Piräus, der von französischen Truppen besetzt war, um die Neutralität des Königreichs Griechenland im Krimkrieg zu schützen. Für diese Einsatz erhielt er den griechischen Erlöser-Orden. Jacquinot wurde danach in den Generalstab der Marine berufen und starb kurz nach seiner Pensionierung im Jahr 1879. Er ist auf dem zentralen Friedhof von Toulon begraben.

## Benennungen
Jaquinot ist der Namensgeber der Jacquinot Bay an der Südküste Neubritanniens, die ihren Namen während der ersten Expedition von Dumont d’Urville erhielt. Während dieser Reise benannte Duperrey eine Insel der Le-Maire-Inseln an der Küste Neuguineas ebenfalls nach ihm, allerdings ist die Insel heute nicht mehr unter diesem Namen bekannt. Auf der zweiten Dumont-d’Urville-Expedition wurde der Mount Jacquinot auf der Antarktischen Halbinsel nach ihm benannt.